# Antoni Grabowski
Antoni Grabowski (15 de junho de 1857 em Nowe Dobre perto de Chełmno -  4 de julho de 1921 em Varsóvia) foi um engenheiro químico polaco e um activista dos primeiros movimentos da língua internacional esperanto. As suas traduções tiveram um grande impacto no desenvolvimento dessa língua como linguagem  literária.

## Educação e carreira profissional
Pouco depois do seu nascimento, a família Grabowski mudou-se de Nowe Dobre para Toruń. Devido à pobreza de seus pais, Grabowski teve que começar a trabalhar pouco depois de deixar a escola.
No entanto, ele mesmo se preparou, levado por seu grande desejo de aprender, para o exame de ingreso no ensino secundário, que terminou com distinção.
Na Escola Nicolau Copérnico de Torun demonstrou que o seu conhecimento era muito superior ao dos da sua idade e foi convidado por duas vezes para frequentar um curso superior. Em 1879, a situação financeira da família melhorou e, depois de seu exame de bacharelato, Grabowski estudou filosofia e ciências naturais na Universidade de Breslau (Wrocław).
A seguir, trabalhou como engenheiro químico em Zawiercie e noutras localidades que agora fazem parte da República Checa, e finalmente como gerente numa fábrica têxtil em Ivanovo-Voznesensk, a 250 km a nordeste de Moscovo.
Entretanto, continuou os seus estudos de problemas químicos em profundidade e ficou conhecido entre os especialistas desse tema por toda a Europa pela quantidade de invenções e inovações tecnológicas que realizou. Por essa razão, Grabowski foi nomeado para a comissão encarregada de redigir a terminologia técnica polaca. Poucos anos depois, em 1906, publicou "Słownik chemiczny", o primeiro dicionário de química polaco.

## Esperanto e literatura
Durante sua carreira universitária, Antoni Grabowski desenvolveu um profundo interesse pela literatura e tornou-se membro da Sociedade Literária Eslava  (Towarzystwo Literacko-Słowianskie). Mas não lhe bastou o seu interesse na literatura e língua polacos; gradualmente aprendeu um número considerável de idiomas e converteu-se num verdadeiro poligolota, chegando a falar nove idiomas, para além de sua língua materna, e a ser capaz de usar passivamente quinze. Desta forma, não surpreende que Grabowski se tivesse interessado pela ideia de uma língua internacional.
Nessa altura, a língua Volapuque era a candidata a tornar-se uma língua internacional e Grabowski aprendeu-a, mas quando ele visita Johann Martin Schleyer, autor daquele projeto, descobre que nem sequer o seu mentor sabia falar o idioma de forma fluida, de forma que acabam por ter de conversar em alemão. Era evidente que aquela língua não servia para o uso quotidiano e Grabowski deixa de ocupar-se do Volapuque, mas sem renunciar à ideia de uma língua internacional.
Em 1887, compra e estuda em profundidade o recém-aparecido "Dr. Esperanto. Língua internacional. Prólogo e manual completo" no qual o Dr. L. L. Zamenhof apresenta o seu projeto de língua internacional que, em pouco tempo, passou a ser conhecida pelo nome que ele tinha escolhido como pseudónimo, o Esperanto. Impressionado pela simplicidade da sua estrutura e sua capacidade expressiva, Grabowski viaja a Varsóvia e visita Zamenhof. Pensa-se que esta foi a primeira conversa em esperanto fora do âmbito familiar do próprio iniciador do idioma.
Da mesma maneira que Zamenhof, Antoni Grabowski conhecia a importância da literatura no desenvolvimento das línguas e, adota esta ideia ao esperanto, que começa a transformar-se de projeto numa língua que opera em todos os aspectos da vida social. Grabowski começa a sua actividade neste âmbito e, em 1888, aparece a sua tradução da "Tempestade de neve" de Alexander Pushkin e, em 1889, "Os irmãos" de Johann Wolfgang von Goethe.
Quando em 1904 se funda a Sociedade Esperantista de Varsóvia, Grabowski é eleito seu presidente e, mais tarde, com a conversão daquela em Sociedade Esperantista Polaca, continua na mesma actividade. Em 1908 é nomeado diretor da seção de Gramática da Academia de Esperanto, ao mesmo tempo que publica artigos, dá conferências e continua com o trabalho de organização.
Entre 1908 e 1914 dá aulas em várias escolas de Varsóvia e, num artigo de 1908 é um dos primeiros a apregoar o valor propedêutico do esperanto, uma vez que aquela língua pode facilitar a aprendizagem do francês e do latim.
A antologia "El Parnaso de Popoloj" (O Parnaso dos povos), que apareceu em 1913, é uma coleção de 116 poemas representando 30 línguas e culturas; 6 foram originalmente escritos em esperanto e os restantes traduzidos.
Durante a Primeira Guerra Mundial Grabowski, doente, fica sozinho em Varsóvia, uma vez que o resto da sua família foge para a Rússia, e traduz a epopeia polaca Pan Tadeusz de Adam Mickiewicz. A tradução é soberba, fiel no conteúdo e na forma, e é considerada um modelo da melhor literatura em esperanto.
A seguir à morte de Zamenhof, em 1917, Grabowski passa a viver de forma solitária e piora o seu estado de saúde. Continua trabalhando pelo esperanto, mas acaba falecendo em 1921.